# Thần Văn vương
Thần Văn Vương (trị vì 681 – 692) là quốc vương thứ ba mươi mốt của Tân La, là vua thứ 2 của thời kỳ Silla Thống Nhất. Ông là con trai cả của vị quốc vương đầu tiên của thời kỳ Tân La Thống nhất là Tân La Văn Vũ vương và Từ Nghi (Jaeui) vương hậu. Thời gian trị vì của Thần Văn Vương được đánh dấu bằng các nỗ lực của ông nhằm củng cố quyền lực vương tộc sau khi thống nhất và tái tổ chức cũng như hệ thống hóa bộ máy quản lý của một đất nước Tân La mở rộng. Ông có tên húy là Kim Chính Minh (金政明) và tên chữ là Nhật Siêu (日怊)
Kim Chính Minh được Tân La Văn Vũ Vương phong làm thái tử vào năm 665. Thần Văn Vương làm theo lới trăn trối và rải tro của Tân La Văn Vũ Vương tại Daewangam (Đại Vương nham), một đảo đá nhỏ cách đất liền khoảng 100 mét hoặc hơn. Hơn nữa, Thần Vũ Vương còn cho xây chùa Gomun (Cảm Ân tự) để thờ tự phụ thân, ông cũng cho xây một luồng nước để hải long có thể di chuyển giữa đất liền và đại dương, ông còn cho xây một đình nhìn ra hòn đảo nhỏ để tỏ lòng tôn kính Tân La Văn Vũ Vương.
Trong một giấc mộng, Tân La Văn Vũ Vương và vị tướng nổi tiếng Kim Dữu Tín (Kim Yu-shin) đã xuất hiện trước Thần Vũ Vương và nói với ông rằng: "Thổi sáo trúc sẽ làm bình yên thiên địa." Thần Văn Vương thức dậy, tiến ra ngoài biển và đã nhận được một cây sáo trúc Monposikjuk. Nó nói rằng thổi sáo trúc gọi hồn Tân La Văn Vũ Vương và tướng quân Kim Dữu Tín và sẽ đẩy lùi được quân địch, chữa bệnh, cầu mưa trong thời gian hạn hán và ngăn mưa trong thời điểm lũ lụt.
Ông lên cầm quyền sau khi Tân La đã liên minh với nhà Đường để tiêu diệt Bách Tế và Cao Câu Ly, và sau đó ngăn chặn thành công tham vọng thiết lập quyền bá chủ trên toàn bộ bán đảo của nhà Đường.
Vào cuối mùa hạ năm 681, không lâu sau khi lên nắm quyền, ông phải đương đầu với một cuộc nổi dậy nghiêm trọng nhằm chống lại triều đình. Đó là "Loạn Kim Khâm Đột" (Kim Heumdol) theo tên người lãnh đạo cuộc nổi dậy, một triều thần cấp cao của Tân La trước đó, Mặc dù đây là một mối đe dọa nghiêm trọng cho quyền lực vương thất và một phần nào đó là với tầng lớp triều thần quý tộc, song nó cũng đã tạo cho Thần Văn Vương có cớ để thanh trừng một số quý tộc nhất định. Nguyên cớ cuộc nổi dậy của Kim Khâm Đột vẫn còn trong vòng tranh luận. Kim Khâm Đột là nhạc phụ của Thần Vũ Vương. Việc Thần Văn Vương không có con trai kế vị với con gái của Khâm Đột, cùng với các suy giảm về đặc ân và ảnh trưởng trong triều đình của Khâm Đột sau đó có thể là một yếu tố quan trọng. Một số học giả khác nhìn nhận đây là hành động của giới lãnh đạo quân sự, những người đã nhận thấy ảnh hưởng của mình bị suy giảm sau khi thống nhất. Một số khác thì cho rằng nguyên nhân là do giới quý tộc bất bình trước ảnh hưởng gia tăng của các quan lại không phải quý tộc. Dù thế nào, cuộc nổi loạn năm 681 đã sớm bị dập tắt và Kim Khâm Đột cùng những người liên quan đã bị hành quyết.
Bằng chứng rõ ràng hơn về tham vọng của Thần Văn Vương nhằm củng cố quyền lực trung ương là một chỉ dụ vương gia vào năm 689 loại bỏ hệ thống bổng lộc quan lại, được gọi là lục ấp (錄邑, nogeup), bổng lộc quan lại này nghĩa là phân cho các mảnh đất và dân cư kèm theo và họ sẽ kiếm được lợi tức từ đó. Thay cho lục ấp, Thần Văn cho lập nên một hệ thống mà theo đó các quan lại chỉ được cấp cho "quan điền" ('관료전' gwannyo-jeon 官僚田) và họ chỉ có thể kiếm được lợi tức thông qua tiền sưu thuế trên địa bàn, không có quyền cai trị con người và đến khi từ chức quan thì phải nộp lại "quan điền" . Điều này rõ ràng mang ý nghĩa là sẽ làm tan rã quyền lực tại lãnh địa của các viên chức quý tộc. Tuy nhiên, sau thời Thần Văn Vương, hệ thống cũ đã lại được phục hồi.
Sử sách cũng thuật lại rằng vào năm 689, Thần Văn Vương đã thất bại trong một nỗ lực nhằm dời đô từ Gyeongju (Khánh Châu) đến Dalgubeol (Đạt Câu Phạt), nay là Daegu, một bằng chứng nữa cho thấy Thần Văn muốn tách quyền lực triều đình khỏi các gia tộc quý tộc. Tam quốc sử ký (Samguk Sagi), nguồn ghi chép của nỗ lực dời đô này, không cho biết lý do vì sao.
Sau cuộc nổi dậy của Kim Khâm Đột (Kim Heumdol), Thần Văn Vương đã hủy bỏ các thái ấp trước đó đã cấp cho Cao An Thắng (Go Anseung), là hậu duệ của quốc vương Cao Câu Ly cuối cùng, và đưa ông đến sống tại kinh đô Gyeongju năm 683. Tại đây ông được ban phát một lãnh địa, lấy một người vợ Tân La và cải từ họ Cao (vương tộc Cao Câu Ly) sang họ Kim (vương tộc Tân La). Có lẽ liên quan đến điều này, nằm sau (năm 684) Thần Văn đã lại phải đối mặt với một cuộc nổi loạn do các tướng và người thân của Cao An Thắng chỉ huy. Cuộc nổi dậy này không có sự tham gia của Cao An Thắng, căn cứ tại Iksan, tại thái ấp trước kia của Cao An thắng. Cuộc nổi dậy này cũng bị dập tắt, tất cả đều bị hành quyết.
Thời gian trị vì của Thần Văn Vương cũng chứng kiến sự mở rộng của chính quyền Tân La và việc tái tổ chức lại lãnh thổ đất nước. Một vài châu mới được thành lập và hình thành nên một hệ thống gồm 9 châu trên toàn đất nước (phòng theo cửu châu của Trung Hoa dưới thời Hạ Vũ 禹王, người sáng lập theo truyền thuyết của nhà Hạ). Ngoài ra, còn là việc thành lập một số "tiểu kinh" 小京, theo chính sách của Thần Văn Vương là tái định cư những người bị chinh phục sau sự sụp đổ của Bách Tế và Cao Câu Ly. Năm 682 Thần Văn Vương cũng cho thành lập Quốc học (Gukhak), giành riêng cho việc đào tạo quan lại theo kinh điển của Nho giáo. Ông cũng sớm cứ sứ thần sang nhà Đường, khi đó do Võ Tắc Thiên trị vì, thỉnh cầu các bản sao của Kinh Lễ và các điển kinh khác.
Thần Văn Vương qua đời năm 692, các biến loạn trong thời kỳ trị vì của ông báo hiệu các bất ổn xã hội và biến động chính trị của Tân La vào thời gian sau đó. Con trai cả của Thần Văn Vương là Kim Lý Hồng lên kế vị, tức là vua Tân La Hiếu Chiêu Vương.